# Lampe Bourgie
Pour les articles homonymes, voir Bourgie.
La lampe Bourgie est un objet issu du design industriel créé par le designer Ferruccio Laviani. La première édition de cette lampe a été publiée en 2004 et commercialisée depuis par la société Kartell.
Cette lampe contemporaine s'inspirant du style baroque est réalisée en polycarbonate transparent, ou teinté dans la masse, coloris noir, blanc, gris ou or.